# پرچم استرالیا
پرچم استرالیا (به انگلیسی: Flag of Australia), در سال ۱۹۰۱ هم‌زمان با استقلال این کشور از بریتانیا طراحی و تصویب شد. به‌طور رسمی مشخصات پرچم کنونی استرالیا در سال ۱۹۵۴ به تصویب مقام‌های استرالیایی و نیز ملکه الیزابت رسید.
پرچم استرالیا آبی رنگ است و از سه سمبل یا نشانه مختلف تشکیل یافته است:
- نشان واحد (Union Flag) که همان پرچم پادشاهی متحده بریتانیا و ایرلند شمالی است. این نشان به معنای وابستگی استرالیا به ساختار سلطنتی پادشاهی متحده است.[۱]
- ستاره همسود (Commonwealth Star) که نشانه کشور استرالیا به عنوان یکی از کشورهای همسود است.[۲]
- پنج ستاره صورت فلکی چلیپا (Southern Cross) که نشانه‌های ایالت‌ها و قلمروهای فعلی و آینده استرالیا هستند (تعداد ایالت و قلمروهای فعلی استرالیا هشت است).

علاوه بر پرچم اصلی، چندین پرچم دیگر نیز در استرالیا به کار می‌روند:
- پرچم بومیان استرالیا
- پرچم سرخ استرالیا که نشانه مردمی استرالیاست.
- پرچم نیروی دریایی استرالیا
- پرچم نیروی هوایی سلطنتی استرالیا
- پرچم نیروی دفاعی استرالیا
- پرچم بومیان جزایر تنگه تورز (Torres Strait)

## تاریخچه پرچم استرالیا
پرچم استرالیا در طول تاریخ بارها دچار تغییر شده و همواره مورد بحث و مناقشه بوده است. در سال ۱۹۰۱ مسابقه‌ای رسمی برای انتخاب پرچم استرالیا برگزار شد. شروع این کار توسط ماهنامه ملبورن بود و پس از آن دولت فدرال اقدام به برگزاری یک رقابت رسمی با جایزه ۲۰۰ پوندی کرد.
در این رقابت تعداد ۳۲۸۲۳ طرح ارسال شد که شامل طرح‌های ارسال شده برای مجله ملبورن نیز می‌شد. در نهایت، طرح‌های ۵ نفر به عنوان انتخاب‌های نهایی برگزیده شده و در تاریخ ۳ سپتامبر ۱۹۰۱ برندگان این رقابت توسط نخست‌وزیر وقت معرفی شدند.
مبلغ جایزه بین این ۵ نفر تقسیم شد و از عناصر اصلی طرح‌های آن‌ها برای طراحی نهایی پرچم استرالیا استفاده شد. از آن زمان به بعد این پرچم ۳ مرتبه دچار تغییر شد که اولین آن در سال ۱۹۰۳ میلادی اتفاق افتاد. تغییرات پرچم استرالیا به رنگ زمینه پرچم و همچنین شکل ستاره‌های روی آن مربوط بوده است.